# 錫爾巴島
44°22′N 14°42′E / 44.367°N 14.700°E

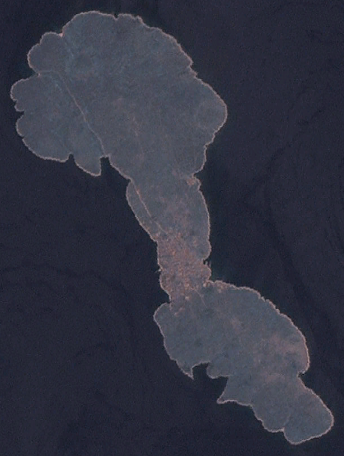

錫爾巴島是克羅地亞的島嶼，位於亞得里亞海，由扎達爾縣負責管轄，長8.3公里、寬3.3公里，面積15平方公里，最高點海拔高度80米，2001年人口265。

## 外部連結
- Silba Tourist Office - official site  （页面存档备份，存于）
- Silba Online （页面存档备份，存于）
- Silba - information & photos (in Croatian, English, German, Italian, French and Spanish) （页面存档备份，存于）